# Régis Debray
Jules Régis Debray (* 2. září 1940, Paříž) je francouzský filozof, novinář, spisovatel a aktivista.
Vystudoval filozofii na École Normale Supérieure, kde byl žákem Louise Althussera. V 60. letech byl profesorem filozofie na univerzitě v Havaně. Analyzoval levicová hnutí Latinské Ameriky, jeho kniha Révolution dans la révolution? z roku 1967 měla mezinárodní ohlas. Měl blízko k Ernestu Che Guevarovi, svými koncepcemi ho silně ovlivnil, zejména ve strategii "dvou, tří Vietnamů". Doprovázel ho i při jeho guerillové výpravě do Bolívie, při níž byl Che Guevara zabit. Debray sám byl při této výpravě uvězněn a odsouzen ke 30 letům vězení. Propuštěn byl po masivní mezinárodní kampani, na níž participoval Jean Paul Sartre, André Malraux, Charles de Gaulle i papež Pavel VI. Odešel poté do Chile, kde podporoval Salvadora Allendeho. Po Pinochetově puči se roku 1973 vrátil do Francie. V letech 1981-1988 byl poradcem francouzského socialistického prezidenta François Mitterranda pro oblast zahraniční politiky. Připisuje se mu oslabení vazeb s USA. V novém tisíciletí na sebe upozornil svým bojem za zákaz náboženských symbolů ve francouzských školách. Je znám též svou kritikou současné politiky jako antipolitiky zříkající se minulosti i budoucnosti a omezující se na politický marketing.
V oblasti filozofie proslul svými analýzami role obrazu ve společnosti. Rozlišuje tři epochy obrazu: éru ikony, éru idolu a éru vize. Svou nauku nazývá mediologie. Píše i prózu a divadelní hry. Za beletristickou knihu La neige brûle získal roku 1977 Prix Femina.